# Radiorama
Radiorama è un'etichetta discografica italiana fondata nel 1994 dal cantautore Eros Ramazzotti.
Oltre a curarsi della pubblicazione dei dischi dei suoi artisti, tramite l'azienda Ramazzotti è anche produttore e responsabile del management sia dei suoi dischi che delle sue tournée.

## Artisti
- Andrea Febo
- B-nario
- Alessandro Mara
- Gianluca Massaroni
- Gianni Morandi
- Eros Ramazzotti
- Tazenda